# 假马蹄
假马蹄（学名：Heleocharis ochrostachys）为莎草科荸荠属的植物。分布于马来亚、印度尼西亚、缅甸、台湾岛、印度、越南以及中国大陆的广东等地，多生在浅水中和沼泽地，目前尚未由人工引种栽培。